# ジョーコーポレーション
株式会社ジョー・コーポレーションは都市再開発、建築コンサルティング、住宅、不動産証券化・投資、ビジネスリゾートホテル開発などを手掛ける不動産会社。
社名には、「Joy」「Open」「Energetic」の意味が込められている。
倒産したジョーコーポレーション（愛媛）や、ジョーコーポレーション（大阪）は全く関係のない同名他社。

## 会社概要
- 所在地 - 東京都千代田区麹町2丁目3番9号 麹町プレイス4階
- 設立 - 1997年（平成9年）1月20日
- 資本金 - 20,000,000円
- 代表者 - 堀切健司
- 業務 - 建築コンサルティング業務、不動産コンサルティング業務、住宅・オフィスビル・リゾートホテルの開発業務

## 企業理念
- 私達は、不動産ビジネスを通じて社会に貢献していくこと。
- 私達は、あらゆる不動産情報に可能性を追求していくこと。
- 私達は、「感謝」「信頼」「調和」を大切にすること[1]。

## 主な事業実績

### オフィスビル開発事業
- 2007年 - 神田小川町ビル
- 2007年 - 西新橋ビル
- 2007年 - SC錦ANNEX
- 2008年 - 芝公園ビル
- 2008年 - SC伏見BLDG
- 2014年 - 麹町ビル計画
- 2015年 - 麹町ANNEX計画
- 2015年 - 麹町2丁目再開発計画
- 2016年 - 麹町3丁目再開発計画
- 2017年 - 半蔵門駅前再開発
- 2017年 - 紀尾井町ビル計画

### 建設・不動産コンサルティング事業
- 2001年 - 港区芝計画
- 2001年 - 芝大門計画
- 2002年 - 横浜市保土ヶ谷区計画
- 2002年 - 東雲計画
- 2002年 - 府中武蔵野台計画
- 2002年 - 武蔵浦和計画
- 2002年 - 北小金計画
- 2002年 - 北池袋計画
- 2002年 - 武蔵新城II計画
- 2002年 - 元住吉計画
- 2002年 - 芝大門計画
- 2002年 - 港区芝計画
- 2003年 - 磯子区汐見台計画
- 2003年 - 吉祥寺プロジェクト
- 2004年 - 宮前平2丁目計画
- 2004年 - 日本橋浜町計画
- 2004年 - 若木1丁目計画
- 2004年 - 前野町2丁目計画
- 2008年 - 天満1丁目プロジェクト
- 2012年 - 練馬区春日町計画
- 2014年 - 豊島区高田計画
- 2014年 - 大阪府吹田市春日計画
- 2017年 - 麴町PREXビル
- 2018年 - 紀尾井町PREXビル
- 2018年 - 半蔵門PREXビル
- 2018年 - 芝公園ビル

### 住宅開発事業
- 2004年 - リスタ東武練馬アソシア
- 2004年 - リスタ常盤台アソシア
- 2005年 - ルネサンスエア川越レジデンス
- 2005年 - グランシティたまプラーザ II
- 2006年 - 東須磨計画
- 2007年 - 南浦和計画
- 2007年 - 肥後橋 III 計画
- 2010年 - サトヤマヴィレッジ
- 2010年 - ランズニュー大津瀬田南
- 2011年 - 板橋区役所前計画
- 2012年 - 練馬区春日町計画
- 2012年 - 成城8丁目計画
- 2013年 - 練馬大泉学園計画
- 2014年 - 新小岩計画

### 商業ビル開発事業
- 2014年 - 南青山プロジェクト

### ビジネス/リゾートホテル開発事業
- 2010年 - 沖縄宜野座リゾートホテルプロジェクト

### マリーナ開発事業
- 2019年 - 鳥羽マリーナ＆リゾート開発プロジェクト

### 不動産投資事業
- 2009年 - 江戸堀センタービル
- 2011年 - グリーンリッチホテル松江駅前
- 2011年 - インペリアル東久留米
- 2014年 - 東室蘭テックランド
- 2015年 - 唐木田ビル（免震構造ビル）
- 2018年 - ルミネ木場公園(トランクルーム)

### 海外不動産事業
- 2019年 - カンボジアーポイペト開発プロジェクト－I
- 2020年7月 - カンボジアーポイペト開発プロジェクトーIIとして日本人駐在員様向けのサービスアパートメント「POIPET GARDEN PLACE」をオープン[2]。

## 唐木田ビル
株式会社ジョー・コーポレーションの保有する唐木田ビル（旧新学社ビル・旧ポピー本社）は、2018年4月20日に公開された木梨憲武の主演映画『いぬやしき』やテレビ朝日にて2019年7月11日より放送されていた大森南朋主演のドラマ『サイン-法医学者 柚木貴志の事件-』など数々のドラマや映画、CMのロケ地（撮影場所）として使用されている。地上5階・地下1階建、延床面積は約1,659坪、1994年に竣工した新耐震基準設計の鉄筋コンクリート造の建物で、大地震に高い耐震性能を発揮する免震構造を採用している。また、地下には大型地下駐車場があり、平置24台加えて、トラックの荷捌きスペースがあるため、撮影機材の搬入もスムーズに行うことが可能。

### 撮影実績

#### 2016年
- 『デスノート NEW GENERATION』 - Huluオリジナルドラマ
- 『刑事7人』 - テレビ朝日系ドラマ
- 『天下御免トラック野郎 ～銀ちゃんの事件街道！』 - TBS系ドラマ
- 『一夜再成名』 - 日香合作映画
- ZIMA - WEBCM
- 『THE LASTCOP』 - Huluオリジナルドラマ
- 『嫌われ監察官 音無一六』 - テレビ東京・BSテレ東共同制作ドラマ
- 『嫌われる勇気』 - フジテレビ系ドラマ

#### 2017年
- 『スーパーサラリーマン佐江内氏』 - 日本テレビ系ドラマ
- 『ミラクルちゅーんず』 - テレビ東京系ドラマ
- 三菱電機 - WEBCM
- 『バイオハザード』（ゲーム） - CM
- 『母になる』 - 日本テレビ系ドラマ
- バンドじゃないもん×メイクソフト - WEBCM
- 『いぬやしき』 - 映画
- 『奇跡体験!アンビリバボー』 - フジテレビ系バラエティー番組
- 『ぼくらの勇気 未満都市』 - 日本テレビ系ドラマ
- ソニックラバーロッカーズ - PV
- 『ユニバーサル広告社』 - テレビ東京系ドラマ
- 『不能犯』 - dTVオリジナルドラマ
- 『重要参考人探偵』 - テレビ朝日系ドラマ

#### 2018年
- 『BG～身辺警護人～』 - テレビ朝日系ドラマ
- 『行列のできる法律相談所』 - 日本テレビ系バラエティー番組
- 『執事 西園寺の名推理』 - テレビ東京系ドラマ
- 『シグナル 長期未解決事件捜査班』 - フジテレビ系ドラマ
- 『忘却のサチコ』 - テレビ東京系ドラマ
- 『ドロ刑 -警視庁捜査三課-』 - 日本テレビ系ドラマ

#### 2019年
- 『サイン‐法医学者 柚木貴志の事件-』 - テレビ朝日系ドラマ

#### 2020年
- 『MIU404』 - TBS系ドラマ